# 路甬祥
路甬祥（1942年4月28日—），浙江慈溪人，中国共产党、中华人民共和国政治人物，原副国级领导人，中国流体传动及控制学专家，浙江大学机械工程系毕业，联邦德国亚琛工业大学工程学博士。1974年5月加入中国共产党，曾任中国科学院院长、全国人大常委会副委员长，国际科学院理事会（IAC）共同主席，中国机械工程学会理事长，浙江大学教授、博士生导师，清华大学兼职教授，香港大学名誉教授等；中国科学院和中国工程院“双院士”。

## 生平

### 早年经历
路甬祥于1942年4月28日出生在宁波慈溪的一个西医家庭。1932年时，父亲路念慈在慈溪创办了一家医院，自任院长和全科医生；路甬祥的母亲李芳则是医院的助产士。根据《慈溪县方志》记载：“路念慈精于内外科... ...对贫病者免收诊金、酌收药费... ...”路甬祥自幼勤奋，并受到家庭环境影响，信奉科学技术。1956年，14岁时，因成绩优异，被保送升入宁波市第二中学高中部学习。路甬祥从不满足一般的课堂学习，在初中时，就开始自学高中课程；而在高中时，则开始自学大学基础课。1959年，他考入浙江大学机械系，攻读水力机械专业。
1964年，大学毕业的路甬祥被留在学校任教。但当时规定，大学毕业生都必须到农村去参加“社会主义教育运动”，路甬祥就被分配到浙江诸暨做“社教”工作。一年后回到浙江大学，任机械工程系助教、讲师。在他工作后不久，就和中学同学刁琳琳结婚。婚后，二人育有两个孩子。

### 继续深造
在文革结束后，中国的政治开始环境改善，对于学术活动也逐渐重视起来。因为在文革中，路甬祥依旧坚持研究工作，他很快获得学校推荐，并通过了联邦德国洪堡基金会的遴选，赴德国深造。1979年2月7日，37岁的路甬祥赴亚琛工业大学液压气动研究所，做研究员；并于1981年5月1日，获得工程科学博士学位。这是“改革开放”后，联邦德国授予中华人民共和国公民的第一个工程科学博士学位。

### 回国创业
1981年，路甬祥回国。此后，他一直任教于浙江大学；历任讲师、副教授、教授，流体传动研究室主任、机械工程系流体传动研究所所长等职。1985年出任浙江大学副校长，1988年升任校长。1986年6月，中国科学技术协会第三次全国代表大会在北京召开，选举产生第三届全国委员会。6月28日，第三届全国委员会第一次会议召开，推举其担任副主席。
1991年1月，任国务院学位委员会副主任委员。
1992年1月，路甬祥当选为中国科学院技术科学部委员；1993年，出任中科院副院长；1994年又升任常务副院长，同年还当选中国工程院院士。1995年5月，中国科学技术协会第四次代表大会召开，并选举产生第四届全国委员会。5月27日，第四届全国委员会第一次会议召开，其被选为副主席。1997年7月起，任中国科学院院长，2011年2月卸任。
期间，路甬祥还先后出任过中国科协副主席、国家教委高等教育咨询委员会主席、中国科技史学会理事长、香港特别行政区“行政长官特设创新科技委员会”委员、发展中国家科学院（TWAS）副院长、中国机械工程学会理事长、国际科学院理事会（IAC）共同主席、中国航空运动协会名誉主席等职。
2012年5月，任中国知识产权研究会誉理事长。2012年12月，作为胡锦涛主席特使出使墨西哥，拜会墨西哥时新任总统培尼亚·涅托。
2013年12月，当选中国产学研合作促进会会长。2014年10月，当选中国创新设计产业联盟会长。
在政治上，是中共第十二届（1985年9月中共全国代表会议增补）、十三届中央候补委员，第十四届、十五届、十六届、十七届中央委员，第十届、十一届全国人大常委会副委员长。

## 学术成就
- 是中国流体传动及控制学家，特别是在电液比例控制新技术方面[15]。
- 在机械工程方面获得多项欧美专利；如“二通插装式电液比例调速装置”等。
- “创造性地提出了“系统流量检测力反馈”、“系统压力直接检测和反馈”等新原理，并将其应用于先导流量和压力控制器件，改变了已沿用100多年的弗利明－琴肯流量控制原理和40多年来传统的维克斯先导型压力控制原理，取得了“二通插装式电液比例流量控制装置”及“电液比例压力控制装置”等五项发明专利，使大流量和高压领域内的稳态和动态控制精度获得显著提高。并运用这些原理和机－电－液一体插装技术相结合，推广应用于阀控、泵控和液压马达等，成功地研究开发了一系列新型电液控制器件及工程系统，该技术被认为是八十年代以来电液控制技术重要进展之一，被德国、日本、瑞士等国列入教材、手册专著。”
- “主持开发研究了相应的CAD、CAT支撑系统，被广泛应用于许多工业部门。”
- 创建浙江大学流体传动与控制研究所，为中国这一领域的重要研究中心之一。
- 发表科学研究和工程教育论文250多篇，另有专著5部。

### 代表论文
- Yung-hsiang Lu: Entwicklung vorgesteuerter Proportionalventile mit 2-Wege-Einbauventil als Stellglied und mit geräteinterner Rückführung. Aachen: Techn. Hochsch.; Diss.; 1981

## 奖项和荣誉

### 奖项
- 1988年，获国家发明二等奖
- 1989年，获国家发明三等奖、高等工程教育国家级优秀奖
- 1993年，获“光华科学基金”特等奖
- 1997年，获德国鲁道夫·狄塞尔金质奖章
- 1998年，获德国洪堡基金会洪堡奖章
- 2000年，获德国星级大十字勋章
- 2001年，获德国洪堡基金会维尔纳·海森伯格奖章
- 2004年，获得意大利“总统科学与文化金质奖章”和“学校、文化和艺术功勋证书”
- 2005年，获中国高等教育国家级教学成果一等奖
- 2005年6月13日，获国际交叉学科和高等研究院（TheATLAS）金质奖章[16]。
- 2006年，获德国马普学会哈纳克奖章
- 2006年，获发展中国家科学院“萨拉姆科技奖章”
- 2010年，获印度科学院尼赫鲁百年诞辰奖章
- 2010年，获美国机械工程学会（ASME）颁授的柯斯基奖章（The Robert. E. Konski Madel），以表彰其在流体传动与控制领域研究和教学的终身成就。
- 2013年，获中国机械工程学会科技成就奖
- 2014年，获第九届文津图书奖[17]

### 荣誉称号
- 1984年，被授予“有突出贡献专家”称号
- 1989年，被国务院授予“全国先进工作者”称号
- 2011年，获得德国亚琛市荣誉市民称号。

### 荣誉博士学位
- 1995年，获香港科技大学名誉工学博士学位
- 1997年，获香港城市大学名誉工学博士学位
- 2003年，获香港中文大学名誉理学博士学位
- 2003年，获澳大利亚墨尔本大学名誉法学博士学位
- 2004年，获得香港公開大學榮譽理學博士
- 2004年，获得英国诺丁汉大学荣誉科学博士
- 2005年，获英国拉夫堡大学名誉科学博士学位
- 2005年，获乌克兰国家科学院名誉工程科学博士学位
- 2006年11月，获新西兰奥克兰大学荣誉博士
- 2006年，获美国明尼苏达大学名誉科学博士
- 2006年，获瑞典林雪平大学名誉博士
- 2006年，获秘鲁国立工程大学名誉博士
- 2007年，获香港大学名誉科学博士学位
- 2008年11月，获澳大利亚科廷理工大学荣誉博士学位[18]
- 2009年，获澳大利亚新南威爾斯大學名誉博士学位
- 2010年，获印度加尔各答贾达夫普尔大学名誉博士学位
- 2012年5月，获得芬兰坦佩雷科技大学名誉博士学位

### 院士/会士
- 发展中国家科学院（原“第三世界科学院”）院士（1990年）
- 中国科学院（技术科学部）院士（1991年）
- 中国工程院院士（1994年）
- 韩国科学技术院外籍名誉院士（1999年）
- 匈牙利科学院外籍名誉院士（2004年）
- 英国机械工程师学会名誉会员（2004年）
- 澳大利亚科学院外籍院士（2004年）
- 德意志利奥波第那自然科学院院士（2005年）
- 俄罗斯科学院外籍院士（2006年）

### 名誉学衔
- 柏林洪堡大学荣誉讲席教授（Ehrensenator）
- 香港大学名誉教授
- 中国航空运动协会名誉主席
- 中国知识产权研究会誉理事长
- 中国产学研合作促进会名誉会长
- 长三角民营经济研究会名誉会长[19]
- 中国机械工程学会荣誉理事长
- 中国液压气动密封件工业协会荣誉理事长
- 国际欧亚科学院中国科学中心名誉主席
- 中科院深圳创新设计研究院战略咨询委员会名誉主席
- 中科院研究生教育基金会名誉会长[20]
- 国家创新与发展战略研究会名誉顾问
- 中国专利保护协会名誉会长
- 中国液压协会荣誉理事长
- 香港中国科学与社会协会名誉会长[21]
- 中国经济周刊名誉顾问
- 北京青少年科技俱乐部名誉主任
- 中国光华科技基金会名誉理事长
- 《液压气动与密封》学报名誉编委主任
- 《机械工程学报》荣誉主任[22]
- 中国旅美科技协会名誉顾问